# Bases de Manresa

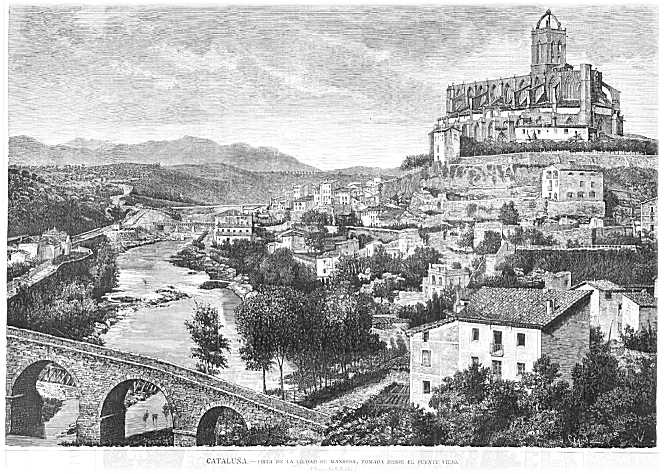
Manresa en 1881.

Las Bases para la Constitución Regional Catalana, más conocidas como Bases de Manresa, es el documento presentado como proyecto de constitución regional catalana para una ponencia de la Unió Catalanista ante el consejo de representantes de las asociaciones catalanistas, reunidas en Manresa (Barcelona) los días 25 y 27 de marzo de 1892 por iniciativa de la Lliga de Catalunya. Las Bases de Manresa se suelen considerar como el «acta de nacimiento del catalanismo político», al menos el de raíz conservadora.

## Antecedentes
En 1887 el Centre Català vivió una aguda crisis producto de la ruptura entre las dos corrientes que lo integraban, una más izquierdista  y federalista encabezada por Valentí Almirall, y otra más catalanista y conservadora aglutinada en torno al diario La Renaixensa. Esta última corriente había producido una obra importante publicada en 1878 con el título Los Fueros de Cataluña cuyos autores eran Josep Coroleu y Josep Pella i Forgas. Tras una declaración en la que se dice que «de la espléndida variedad con que a la Providencia le plugo dotar a Cataluña ha brotado el genio característico de sus hijos» —«su fiera libertad, su sentido práctico»—, se explican las antiguas leyes que rigieron en el Principado de Cataluña organizadas en artículos, como si se tratara de una Constitución, acompañados de largas digresiones. En el artículo primero se dice: «La nación catalana es la reunión de los pueblos que hablan el idioma catalán. Su territorio comprende: Cataluña, con los condados de Rosellón y Cerdaña; el Reino de Valencia; el Reino de Mallorca». El carácter conservador de la obra se pone en evidencia, por ejemplo, en el artículo 51 que establece que «solo tienen derecho de nombrar y ser nombrados los ciudadanos cabezas de familia» para el brazo popular, ya que las Cortes tendrán carácter estamental, o en el artículo 39 que dice: «Siendo la religión de los catalanes la católica, apostólica y romana, no le es lícito a ningún laico discutir pública ni privadamente acerca de sus dogmas». Además se reclama que el servicio militar se realice en Cataluña y que «solo los catalanes nacidos en el Principado y no los naturalizados por privilegio que se hallen en el pleno goce de la ciudadanía podrán obtener beneficios y oficios eclesiásticos en Cataluña y ejercer jurisdicción, oficio público, empleo o mando militar en Cataluña y reino de Mallorca». Tras negar la legitimidad a los procesos constituyentes españoles iniciados en las Cortes de Cádiz, Coroleu y Pella concluyen que España debe reparar «los derechos imprescriptibles de sus pueblos» oprimidos por «el despotismo de las dinastías estrangeras [sic]» y el «jacobinismo de infames políticos».
Los integrantes de la corriente conservadora abandonaron el Centre Catalá en noviembre de 1887 para fundar la Lliga de Catalunya, a la que se unió el Centre Escolar Catalanista, una asociación de estudiantes universitarios de la que formaban parte los futuros dirigentes del nacionalismo catalán: Enric Prat de la Riba, Francesc Cambó y Josep Puig i Cadafalch. A partir de ese momento la hegemonía catalanista pasó del Centre Català a la Lliga que en el transcurso de los Jocs Florals de 1888 presentaron un segundo memorial de agravios a la reina regente en el que entre otras cosas le pedían «que vuelva a poseer la nación catalana sus Cortes generales libres e independientes», el servicio militar voluntario, «la lengua catalana oficial en Cataluña», enseñanza en catalán, tribunal supremo catalán y que el rey jurara «en Cataluña sus constituciones fundamentales».

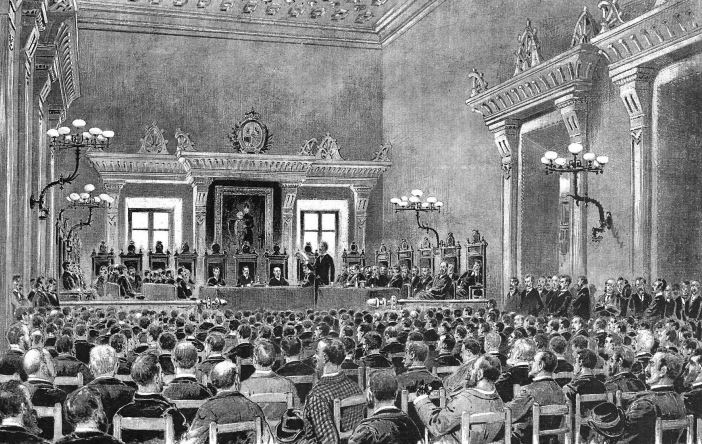
La asamblea de Manresa (grabado de La Ilustració Catalana, n.º 282, 15 de abril de 1892).

En 1891 la Lliga de Catalunya propuso la formación de la Unió Catalanista que enseguida obtuvo el apoyo de entidades y periódicos catalanistas, y también de particulares —a diferencia de lo que había ocurrido cuatro antes con el fracasado Gran Consell Regional Català propuesto por Bernat Torroja, presidente de la Associació Catalanista de Reus, y que pretendía reunir a los presidentes de las entidades catalanistas y los directores de los periódicos afines—. La Unió celebró en marzo de 1892 su primera asamblea en Manresa, a la que asistieron 250 delegados en representación de unas 160 localidades, donde se aprobaron las Bases per a la Constitució Regional Catalana, más conocidas como las Bases de Manresa.
La presidencia la ocupó Lluís Domènech i Montaner y Enric Prat de la Riba actuó como secretario. La comisión encargada de redactar las Bases estuvo presidida por el sacerdote Josep Torras i Bages.

## Contenido
La Base 1.ª se ocupaba del Poder central y el resto (Bases 2.ª a la 17.ª) del Poder regional. Según los historiadores Jaume Claret y Manuel Santirso, las Bases se alejaban tanto del proyecto federalista como del posibilismo del Memorial de agravios de 1885 para propugnar la vuelta a la Cataluña anterior a 1714, como se puede apreciar especialmente en la Base 2.ª que preserva la antigua legislación catalana; la Base 3.ª que establece que la llengua catalana será la única que, ab [con] carácter oficial, podrá usarse á Catalunya y en las relacions d'aquesta regió ab [con] lo Poder central; la Base 4.ª que reserva a los naturales de Cataluña los cargos públicos; o la Base 7.ª que establece unas Cortes anuales elegidas por sufragio corporativo de todos los cabezas de familia agrupats en classes fundadas en lo treball manual, en la capacitat ó en las carreras professionals y en la propietat, industria y comers.
Del poder regional, formado por unas Cortes que se reunirían una vez al año en puntos diferentes del territorio, saldría un ejecutivo formado por cinco o siete altos cargos que se encargarían de la administración del país. El poder judicial permanecería en la antigua Audiencia de Cataluña, que sería restablecida. La oficialidad única de la lengua catalana, así como la condición del idioma catalán como cláusula obligatoria para ejercer la función pública, también estaban consideradas. También establecen la creación de un cuerpo de voluntarios para la formación de un ejército. La organización territorial se dividía en comarcas y municipios, elementos que contradecían claramente un estado español en aquel momento centralista y uniformizador.
Según los historiadores José Luis de la Granja, Justo Beramendi y Pere Anguera, «las Bases son un proyecto autonomista, en absoluto independentista, de talante tradicional y corporativista. Estructuradas en diecisiete artículos propugnan la posibilidad de modernizar el Derecho civil, la oficialidad exclusiva del catalán, la reserva para los naturales de los cargos públicos incluidos los militares, la comarca como entidad administrativa básica, la soberanía interior exclusiva, unas cortes de elección corporativa, un tribunal superior en última instancia, la ampliación de los poderes municipales, el servicio militar voluntario, un cuerpo de orden público y moneda propios y una enseñanza sensible a la especificidad catalana».

### Texto original
Poder central.
Base 1.ª. Sus atribuciones. Quedarán a cargo del Poder central:
a) Las relaciones internacionales.
b) El ejército de mar y tierra, las obras de defensa y la enseñanza militar.
c) Las relaciones económicas de España con los demás países y en consecuencia fijar los aranceles y el capítulo de Aduanas.
d) La construcción y conservación de carreteras, ferrocarriles, canales y puertos que sean de interés general. En los de interés interregional podrán ponerse libremente de acuerdo las regiones interesadas con intervención del poder central solo en caso de desacuerdo. Las vías de comunicación de interés regional serán de exclusiva competencia de las regiones: Idéntico criterio se seguirá en los servicios de Correos y Telégrafos.
e) La resolución de todos los problemas y conflictos interregionales.
f) La formación del presupuesto anual de gastos que, en lo que no alcancen las rentas de Aduana, deberá distribuirse entre las regiones en proporción de su riqueza.
Poder regional.
Base 2.ª. En la parte dogmática de la constitución regional catalana mantendrá el temperamento expansivo de nuestra antigua legislación, reformando, para ponerlas de acuerdo con las nuevas necesidades, las sabias disposiciones que contiene respecto a los derechos y libertades de los catalanes.
Base 3.ª. La lengua catalana será la única que podrá usarse con carácter oficial en Cataluña y en las relaciones de esta región con el poder central.
Base 4.ª. Sólo los catalanes, tanto los de nacimiento como los que lo sean por naturalización, podrán desempeñar cargos públicos en Cataluña, incluidos los gubernativos y administrativos que dependan del poder central. También deberán ser desempeñados por catalanes los cargos militares que comporten jurisdicción.
Base 5.ª. La división territorial en la que se desarrolla la graduación jerárquica de los poderes gubernativo, administrativo y judicial, tendrán como base la comarca natural y el Municipio.
Base 6.ª. Cataluña será la única soberana de su gobierno interior, por tanto dictará libremente sus leyes orgánicas; cuidará de su legislación civil, penal, mercantil, administrativa y procesal; establecimiento y percepción de impuestos; acuñación de moneda y tendrá todas las demás atribuciones inherentes a la soberanía y que no correspondan al poder central según la Base 1.ª.
Base 7.ª. El poder legislativo regional radicará en las Cortes catalanas que deberán reunirse cada año en época determinada y en lugar distinto. Las Cortes se formarán por sufragio de todos los cabezas de familia, agrupados por clases fundadas en el trabajo manual, en la capacidad o en las carreras profesionales y en la propiedad, industria y comercio a través de la correspondiente organización gremial donde sea posible.
Base 8.ª. El poder judicial se organizará restableciendo la antigua Audiencia de Cataluña; sus presidente y vicepresidente nombrados por las Cortes constituirán la suprema autoridad judicial de la región y se establecerán los tribunales inferiores que fueren necesarios, debiendo fallarse en un periodo de tiempo determinado y en última instancia dentro de Cataluña todos los pleitos y causas. Se organizarán jurisdicciones especiales como la industrial y la comercial. Los funcionarios del orden judicial serán responsables.
Base 9.ª. Ejercerán el poder ejecutivo cinco o siete altos funcionarios nombrados por las Cortes, los cuales estarán al frente de las diversas ramas de la administración regional.
Base 10.ª. Se reconocerá a la comarca natural la mayor latitud posible de atribuciones administrativas para gobernar sus intereses y satisfacer sus necesidades. En cada comarca se organizará un Consejo, nombrado por los municipios de la misma, el cual ejercerá las atribuciones citadas.
Base 11.ª. Se concederá al municipio todas las atribuciones que necesita para el cuidado de sus propios y exclusivos intereses. Para la elección de los cargos municipales se seguirá el mismo sistema de representación por clases adoptado para la formación de Cortes.
Base 12.ª. Cataluña contribuirá a la formación del ejército permanente de mar y tierra por medio de voluntarios o bien por una compensación en metálico convenida de antemano como antes de 1845. El cuerpo de ejército que corresponda a Cataluña será fijo y a él deberán pertenecer los voluntarios con que contribuya. Se establecerá con organización regional la reserva a la que quedan sujetos todos los muchachos de una edad determinada.
Base 13.ª. La conservación del orden público y seguridad interior de Cataluña estarán confiadas al Somatén y para el servicio activo permanente se creará un cuerpo parecido al de Mozos de Escuadra o de la Guardia Civil. Todas estas fuerzas dependerán únicamente del poder regional.
Base 14.ª. En la acuñación de moneda Cataluña deberá sujetarse a los tipos unitarios que convengan las regiones y los tratados internacionales de Unión Monetaria, siendo el curso de la moneda catalana, como la de las restantes regiones, obligatorio en toda España.
Base 15.ª. La enseñanza pública en sus diferentes grados y ramas deberá organizarse de una forma adecuada a las necesidades y carácter de la civilización de Cataluña. Deberá informar los planes de enseñanza, el principio de dividir y especializar las carreras evitando las enseñanzas enciclopédicas.
Base 16.ª. La Constitución catalana y los derechos de los catalanes estarán bajo la salvaguardia del poder ejecutivo catalán y cualquier ciudadano podrá demandar ante los tribunales a los funcionarios que los infrinjan.

Manresa, 27 de marzo de 1892. Por acuerdo de la Asamblea de Delegados de la Unió Catalanista. El Presidente: Lluis Domenech y Montaner. Los Secretarios: Joseph Soler y Palet; Enrich Prat de la Riba.

FUENTE: La Ilustració Catalana, 12 de agosto de 1907.